# Reiner Laux
Reiner Laux (* in Kassel) ist ein Autor und früherer Bankräuber.

## Leben
Um sein genaues Alter macht Laux ein Geheimnis. In einem Beitrag von Focus aus dem Jahr 2015 wird er auf ca. 60 Jahre geschätzt, woraus sich ein Geburtsjahr um 1955 ergibt. Sein Vater war Offizier beim Bundesgrenzschutz und sein Bruder Bankmanager. Nach dem Abitur studierte er Sozialpädagogik und gehörte zur Hausbesetzerszene. Heute führt er aus seiner Sicht den Kampf gegen die Banken als ehrenamtlicher Mitarbeiter beim Dachverband der Kritischen Aktionärinnen und Aktionäre weiter.
Von 1985 bis 1995 überfiel er in Deutschland mindestens 13 Banken, verschiedene von ihnen mehrfach. Wenige Monate nach seinem letzten Banküberfall wurde er 1995 in Portugal verhaftet, ausgeliefert und nach mehreren Indizienprozessen zu achteinhalb Jahren Haft verurteilt. Im Mai 2003 wurde er aus der Haft entlassen. Von der Presse wurde er „Zorro der Gentleman-Bankräuber“ genannt, weil er bei seinen mit einer Zorro-Maske verübten Überfällen keine Gewalt angewendet hatte, höflich und ruhig auftrat. Auch wurde er von der Presse als „freundlichster Bankräuber Deutschlands“ tituliert. Die Überfälle dauerten lediglich 40 Sekunden. Nach eigenem Bekunden hat er Teile der Beute genutzt, um Freunde zu unterstützen und sie sozialen Hilfsorganisationen zu spenden.

## Werke
- Hinter blauen Augen. Bekenntnisse eines aufrechten Bankräubers. Autobiografie, mit einem Nachw. von Günter Wallraff, Heyne, München 2014, ISBN 978-3-453-26927-9.
- Seele auf Eis. Ein Bankräuber rechnet ab. Autobiografie, Solibro, Münster 2018, ISBN 978-3-96079-053-2.

## Hörspiel
- 2022: Jens Becker: Wie die 10 Gebote unser Leben bestimmen (9. Folge: Du sollst nicht stehlen.) 7. Gebot (Gesprächsteilnahme) – Regie: Wolfgang Seesko (Original-Hörspiel, Feature, Dokumentarhörspiel – RB)[15]